# Ksilozni metabolizam
D-Ksiloza je petougljenična aldoza (pentozni monosaharid) koji može da bude katabolisan ili metabolisan u korisne produkte u raznim organizmima.
Postoje bar četiri različita puta za katabolizam D-ksiloze: oksido-reduktazni put je prisutan kod eukariotskih mikroorganizama. Prokarioti tipično koriste izomerazni put, a dva oksidativna puta, zvana Vejmberg i Dahmsov put respektivno, su isto tako prusutna kod prokariotskih mikroorganizama.

## Biohemijski putevi

### Oksido-reduktazni put
Ovaj put se takođe naziva „ksiloza reduktaza-ksilitol dehidrogenaza” ili XR-XDH put. Ksilozna reduktaza (XR) i ksilitolna dehidrogenaza (XDH) su prva dva enzima u ovom putu. XR redukuje D-ksilozu do ksilitola koristeći NADH ili NADPH. Ksilitol se zatim oksiduje do -ksiluloze posredstvom XDH, koristeći kofaktor NAD. U zadnjem koraku D-ksiluloza se fosforiluje kinazom koja koristi ATP, XK, čime nastaje -ksiluloza-5-fosfat koji je jedan od intermedijera u putu pentoza fosfata. Zbog različitih kofaktora potrebnih u ovom putu i stepena u kome su oni dostupni za upotrebu, imbalans kofaktora može da dovede do akumulacije intermedijera ksilitola kad nema dovoljno regenerisanog NAD. Do toga tipično dolazi pod uslovima ograničenog pristupa kiseoniku, ili kad je kvasac veštački modifikovan za fermentaciju ksiloze koristeći oksido-reduktazni put. To je ređa pojava kod prirodnih kvasaca koji fermentišu ksilozu, jer oni imaju biohemijske mehanizme za regeneraciju NAD pri ograničenom pristupu kiseonika.

### Izomerazni put
U ovom putu enzim ksilozna izomeraza konvertuje -ksilozu direktno u -ksilulozu. D-ksiluloza se zatim fosforiliše do -ksiluloza-5-fosfata kao i u oksido-reduktaznom putu. U ravnoteži, reakcija izomeraze rezultira u smeši 83% D-ksiloze i 17% D-ksiluloze jer je konverzija ksiloze u ksilulozu energetski nepovoljna.

### Vejmbergov put
Vejmbergov put je oksidativni put gde se D-ksiloza oksiduje u D-ksilono-lakton posredstvom D-ksiloza dehidrogenaze, čemu sledi laktonaza koja hidrolizuje lakton do D-ksilonske kiseline. Ksilonatna dehidrataza odvaja molekul vode čime se formira 2-keto 3-dezoksi-ksilonat. Jedna druga dehidrataza formira 2-keto glutarat semialdehid koji se naknadno oksiduje do 2-ketoglutarata.

### Dahmsov put
Dahmov put započinje sa Vejmbergovim putem ali se 2-keto-3 dezoksi-ksilonat razdvaja aldolazom do piruvata i glikolaldehida.